# Адам Лаллана
А́дам Де́від Лалла́на (англ. Adam David Lallana, нар. 10 травня 1988, Сент-Олбанс, Англія) — англійський футболіст, півзахисник збірної Англії і «Брайтона».

## Клубна кар'єра
У дорослому футболі дебютував 2006 року виступами за команду клубу «Саутгемптон». 
У 2007 році на правах місячної оренди виступав за «Борнмут». До складу клубу «Саутгемптон» повернувся на початку 2008 року.
1 липня 2014 року приєднався до складу «Ліверпуля». Літом 2020 покинув клуб через закінчення контракту.
Після закінчення контракту з «Ліверпулем» приєднався до складу «Брайтона».

## Виступи за збірні
2006 року дебютував у складі юнацької збірної Англії, взяв участь у 2 іграх на юнацькому рівні, відзначившись одним забитим голом.
2008 року залучався до складу молодіжної збірної Англії. На молодіжному рівні зіграв в одному офіційному матчі.
2013 року дебютував в офіційних матчах у складі національної збірної Англії. Наразі провів у формі головної команди країни 27 матчів. У її складі був учасником чемпіонату світу 2014 року та чемпіонату Європи 2016 року.

## Досягнення
- Переможець Ліги чемпіонів (1):

«Ліверпуль»: 2018-19
- Володар Суперкубка УЄФА (1):

«Ліверпуль»: 2019
- Чемпіон світу серед клубів (1):

«Ліверпуль»: 2019
- Чемпіон Англії (1):

«Ліверпуль»: 2019-20